# Oxyopes biharensis
Oxyopes biharensis är en spindelart som beskrevs av Gajbe 1999. Oxyopes biharensis ingår i släktet Oxyopes och familjen lospindlar. Inga underarter finns listade i Catalogue of Life.